# 女性専用空間
女性スペース（じょせいすぺーす、英語: women-only space）とは、女性用トイレ、女性用更衣室、女湯、病棟の女性区域および助産施設・避難所の女性区域、レイプおよびDVシェルター、女子刑務所、女子スポーツ、女性専用車両(日本のみで、鉄道会社が男性側の任意協力で運用している)などが女性のみが性別分離し利用できる。女性の人権(安全等)を守り、男性から性的嫌がらせや暴力におびやかされない「安全な空間」を確保するために、性別を分離して設けられているのが女性スペースである。女性専用空間の確保の大きな理由として、男女の性犯罪の非対称性があると主張されることもある。ここ２０年間、トランスジェンダーの性別変更制度や権利が世界的に広まっていくなかで、トランス女性の女性スペース利用をどこまで規制するか逆に認めるか？ が議論されてきた。

## 日本におけるトランス女性の女性スペース立入に関する論争
男性として生まれたが女性としての性同一性(性自認)をもつ人をトランス女性という。トランス女性の外見は女性と区別がつかない者からどう見ても男性に見える者、性別適合手術を受けている者、受けていない者、ホルモン療法を受けている者、受けていない者など様々であるため、トランス女性の女性スペースの利用を規制すべきかすべきでないかが国民の間で議論となっている。
公衆浴場や身体全てが露出する更衣室などは、性別適合手術を行っていないトランス女性の立ち入りを禁じている。トイレに関しては、規制する法律がない。刑務所は戸籍上の性別で区分されるため、生殖不能要件が違憲となり改正が迫られている性同一性障害特例法が改正されれば、未手術トランス女性が女性刑務所に収容されるため、規制を求める声も上がっている。
未手術のトランス女性が女性スペースへの立ち入りを求めることは公序良俗および安全性・既存利用者の性的羞恥心と対立することがあるため、日本でも、女性スペースへの未手術トランス女性の立ち入り規制を訴える団体と、トランスジェンダーの権利擁護を主張する団体で議論や対立が起こっている。ジャーナリストの藤倉善郎は女性スペースを守る会の活動に旧統一協会の複数の関係者らが賛同、関与していることを指摘している。

### 海外のトランスジェンダー政策をとる自治体
民主党政権下のアメリカでリベラル層が多い州（民主党支持者の多い青い州）やカナダなど性別適合手術なしでも法的な性別変更を許可している国など、トランスジェンダーへの配慮が強い国や州では、自認した性の空間利用が合法である。更には男女別トイレを、男女共用トイレにすることで女子トイレを廃止するところがある。この目的として、ジェンダーフリー思想や トランスジェンダーの権利運動があるのではないかと主張する者もいる。しかし男女共同トイレ化の問題として、治安の悪化や子供や高齢者、身体障碍者などを含む弱者への暴行、性犯罪への懸念も指摘されている。欧米では「小児性犯罪者を幼児に近づけない」という取り組みがあり、トランスジェンダーへの配慮で間接的に犯罪者が容易に犯行に及ぶ状況を呼び込むのではないかという議論もある。

### セルフID制度
女性スペースの目的は男性がいない環境を確保することで女性の心身保護を保護するためなので、倫理的および法的な観点で、性別適合手術を受けていないトランス女性が立ち入ることは許されるべきかどうかをめぐり、一部で議論が起きている。
また、 女性の身体保護のために未手術トランス女性自認者は入れない特定の空間を取っておくことの有用性と正当性への反発の声が、海外の親トランス派の一部で上がっている。
アメリカのカリフォルニア州ではWi Spa controversy（Wi Spa 公然猥褻事件論争）などが起きているが、カリフォルニア州のようにセルフID制度施行国・地域では女性の性自認を持っていれば、性別適合手術をしていないトランス女性でも、女子トイレや女子風呂などの女性専用空間に入ること自体は非合法ではないとされる。セルフID制定国・地域ではその存廃・セルフID未制定国では制定への是非が論争となっている。
アメリカのニュージャージー州の女性刑務所では、27歳のトランス女性自認囚人が2人の女性囚人を妊娠させる事件が発生している。

### 未手術トランスジェンダーによる女性用トイレ利用・女性スポーツ競技参加への日本主要政党の賛否
日本の現行法では、性別変更が許可されているのは、性別適合手術を受けた者のみに限っている(生殖不能要件は２０２３年１０月最高裁で違憲とされた)が、 女性用トイレは未手術トランス女性の利用を直接規制する法律はない。下記の未手術トランスジェンダーによる女性スペース利用否定派は、未手術トランス女性は女性用トイレ利用を自粛するべきだと主張している。一方、現状維持派は、IOCなど開催者が定めた条件を満たす場合、女性スポーツ競技へのトランス女性の参加を問題としない。 未手術トランス女性の女性用トイレ利用も自粛する必要はないと主張している。。

#### 現状維持派
立憲民主党は「ジェンダー平等推進本部」を設置し、「差別は許されない」の一文を旧LGBT法案で追加させた。しかし自民党保守派からこの追記は、人権擁護法案(民主党政権などで検討された)の、人権侵害の定義が曖昧で、恣意的な運用や「表現の自由」の規制などへの懸念で廃案とさせた苦い記憶があったため、旧LGBT法案の廃案に繋がった。
日本共産党は2022年現在の党綱領でジェンダー平等を目指すとして推進している。2022年の公約では、現行の性同一性障害特例法の、性別適合手術者のみに性別変更を許可するという要件の撤廃を主張している。また、「今後、法的にも、男性器を備えたままの性自認女性という存在が認められるということも想定している」としている。ただし、性同一性障害特例法で定められている、精神科医2名による性同一性障害の診断を必要とするという要件を見直し・廃止するかどうかは具体的に書かれていない。かつてLGBTに対して否定的な時期もあったが、2020年に誤った認識であったと謝罪している。

#### 否定的
日本の保守派は「性自認に基づいた女性専用空間利用」・「性自認に基づいた女性競技への参加」に否定的である。自民党保守派は女性の安心と安全、社会秩序を重視し、トランスジェンダーの女性専用空間や女性競技参加を否定している。後述のLGBT法案については、法案の目的と基本理念の項目で「性自認を理由とする差別は許されない」とされている点をトイレや更衣室など女性専用空間利用で訴訟が乱発される危険性があるとして問題視している。
国民民主党の党首の玉木雄一郎は、2023年5月18日の会見でLGBT法案に関して、トイレや風呂における問題を挙げて「普通の女性が恐怖を感じることが現に起きている。マジョリティーの理解が得られないとマイノリティーに敵意が向き、結果として性の多様性が確保されなくなる」と述べた。同党幹事長の榛葉賀津也は2023年5月19日の記者会見でLGBT法案に関して「トイレや浴場などで、特に女性の権利が尊重されていないとなると、これは問題だ」と指摘した。
日本維新の会の馬場伸幸代表は、2023年5月18日の会見でLGBT法案に関して、超党派議連での合意以降にトランスジェンダー女性のトイレ使用などの問題が顕在化したことを指摘した。のちに国民民主党と共同でLGBT法案に関する独自の対案をつくり、トイレ問題など女性の権利侵害を防ぐために「全ての国民が安心して生活できるよう留意」との条文を新たに作った。